# Rusket
Der Rusket (norwegisch für Staubflecken) ist ein kleiner, 1420 m hoher Nunatak im ostantarktischen Königin-Maud-Land. Er ragt im Südwesten des Vorpostens am östlichen Ende des Fimbulheimen auf.
Wissenschaftler des Norwegischen Polarinstituts benannten ihn 1975. 